# Hohenbrunn
Hohenbrunn là một đô thị thuộc huyện Munich bang Bayern nước Đức.